# Ghiacciaio Diplock
Il ghiacciaio Diplock è uno stretto ghiacciaio lungo circa 17 km situato sulla costa orientale della penisola Trinity, nella parte settentrionale della Terra di Graham, in Antartide. Il ghiacciaio fluisce in direzione est a partire dall'altopiano Detroit, dove è situato a sud del ghiacciaio Marla e nord del ghiacciaio Zavera, fino ad entrare nel canale del Principe Gustavo, circa 8,5 km a sud dell'isola Alectoria.

## Storia
Il ghiacciaio Diplock fu mappato dal British Antarctic Survey, che all'epoca si chiamava ancora Falkland Islands and Dependencies Survey (FIDS), nel 1960-61 e fu quindi così battezzato dal Comitato britannico per i toponimi antartici in onore di Bramah Joseph Diplock, un ingegnere britannico che diede un fondamentale contributo alla progettazione dei moderni sistemi di trazione a cingolo realizzando dispositivi come la ruota Pedrail e il Chaintrack.